# Erich Raschick
Erich Raschick, nemški general, * 15. april 1882, † 1945.